# Santa Isabel de la Pedrera
Santa Isabel de la Pedrera, también conocida como Santa Isabel, es una localidad balnearia del departamento de Rocha, Uruguay.

## Ubicación
El balneario se encuentra situado en la zona sureste del departamento de Rocha, sobre las costas del océano Atlántico, al noreste de La Paloma. Se accede desde el km 232 de la ruta 10. Limita al suroeste con el balneario Punta Rubia, y al noreste con Tajamares de la Pedrera.

## Características
El balneario fue fraccionado en el año 1950, con el modelo de balneario tradicional. Sin embargo su consolidación como tal fue escasa, siendo actualmente considerada como un área de desarrollo residencial de baja intensidad.

## Población
Según el censo de 2011 la localidad contaba con una población de 94 habitantes. Esta población incluye a la del balneario Punta Rubia.
| 94            |
| (Fuente: INE) |